# Pristaulacus centralis

Pristaulacus centralis  (лат.) — вид эваноидных наездников из семейства Aulacidae. Юго-Восточная Азия.

## Распространение
Китай (провинция Хубэй, Zigui, Mt. Jiulingtou, 250 м).

## Описание
Мелкие перепончатокрылые наездники, длина тела у самок 14,2 мм, длина переднего крыла 9,4 мм. Основная окраска тела чёрная (ноги светлее, буровато-жёлтые). Усики чёрные с желтовато-оранжевым скапусом, брюшко желтовато-коричневое (первый тергит чёрный). Затылочный киль развит. Передние крылья без поперечной жилки 2r-m. Претарзальные коготки гребенчатые с несколькими зубцевидными выступами вдоль внутреннего края. Усики длинные 14-члениковые у обоих полов. Формула щупиков 6,4. Грудь с грубой скульптурой. Имеют необычное прикрепление брюшка высоко на проподеуме грудки.

## Систематика
От близких видов Pristaulacus centralis отличается коричневым пятном на переднем крыле, желтовато-коричневым брюшком и плотным размещением грубых пунктур на лбу.
Вид был впервые описан в 2016 году китайскими энтомологами Х.Ченом (Hua-yan Chen), З.Сю (Zai-fu Xu; South China Agricultural University, Гуанчжоу, Китай) и итальянским гименоптерологом Джузеппе Ф. Турриси (Giuseppe Fabrizio Turrisi; University of Catania, San Gregorio di Catania, Италия).